# Longuenée-en-Anjou
Longuenée-en-Anjou est une commune nouvelle française située dans le département de Maine-et-Loire, en région Pays de la Loire, créée le 1er janvier 2016.

## Géographie

### Localisation
La commune de Longuenée-en-Anjou est située à 13 km d'Angers et à 24 km de Segré.

### Communes limitrophes
| Erdre-en-Anjou                                       | Grez-Neuville      | Sceaux-d'Anjou, Feneu |
|                                                      | Longuenée-en-Anjou | Montreuil-Juigné      |
| Saint-Clément-de-la-Place, Saint-Lambert-la-Potherie | Beaucouzé          | Avrillé               |

### Climat
Pour des articles plus généraux, voir Climat des Pays de la Loire et Climat de Maine-et-Loire.
En 2010, le climat de la commune est de type climat océanique altéré, selon une étude du CNRS s'appuyant sur une série de données couvrant la période 1971-2000. En 2020, Météo-France publie une typologie des climats de la France métropolitaine dans laquelle la commune est exposée à un climat océanique et est dans la région climatique  Moyenne vallée de la Loire, caractérisée par une bonne insolation (1 850 h/an) et un été peu pluvieux. 
Pour la période 1971-2000, la température annuelle moyenne est de 11,9 °C, avec une amplitude thermique annuelle de 13,8 °C. Le cumul annuel moyen de précipitations est de 649 mm, avec 11,3 jours de précipitations en janvier et 6,1 jours en juillet. Pour la période 1991-2020, la température moyenne annuelle observée sur la station météorologique de Météo-France la plus proche, sur la commune de Beaucouzé à 10 km à vol d'oiseau, est de 12,6 °C et le cumul annuel moyen de précipitations est de 709,3 mm,. Pour l'avenir, les paramètres climatiques de la commune estimés pour 2050 selon différents scénarios d'émission de gaz à effet de serre sont consultables sur un site dédié publié par Météo-France en novembre 2022.

## Urbanisme

### Typologie
Au 1er janvier 2024, Longuenée-en-Anjou est catégorisée bourg rural, selon la nouvelle grille communale de densité à sept niveaux définie par l'Insee en 2022.
Elle appartient à l'unité urbaine de Longuenée-en-Anjou, une unité urbaine monocommunale constituant une ville isolée,. Par ailleurs la commune fait partie de l'aire d'attraction d'Angers, dont elle est une commune de la couronne,. Cette aire, qui regroupe 81 communes, est catégorisée dans les aires de 200 000 à moins de 700 000 habitants,.

## Toponymie
Durant le premier semestre de 2015, les communes de La Meignanne, La Membrolle-sur-Longuenée, Le Plessis-Macé et Pruillé demandent à leurs habitants de proposer un nom pour la future commune. Le nom de Longuenée-en-Anjou est finalement retenu parmi plusieurs propositions. Longuenée est le nom d'une forêt. La commune nouvelle reprend d'ailleurs le nom de l'ancien SIVOM de Longuenée qui regroupe La Meignanne, La Membrolle-sur-Longuenée et Le Plessis-Macé mais non Pruillé.

## Histoire
Créée par un arrêté préfectoral du 23 novembre 2015, elle est issue du regroupement des quatre communes de La Meignanne, La Membrolle-sur-Longuenée, Le Plessis-Macé et Pruillé qui deviennent des communes déléguées. Son chef-lieu est fixé au chef-lieu de l'ancienne commune de La Membrolle-sur-Longuenée.

## Politique et administration

### Administration municipale
| Période      | Période                   | Identité          | Étiquette | Qualité                                                                  |
| ------------ | ------------------------- | ----------------- | --------- | ------------------------------------------------------------------------ |
| janvier 2016 | En cours (au 29 mai 2020) | Jean-Pierre Hébé, | DVD       | Ingénieur économiste retraité Ancien maire du Plessis-Macé (2008 → 2015) |

Pendant une période transitoire, jusqu'aux élections municipales de 2020, le conseil municipal de la nouvelle commune était constitué de l'ensemble des conseillers municipaux des anciennes communes.

### Communes déléguées
| Nom                                | Code Insee | Intercommunalité            | Superficie (km2) | Population (dernière pop. légale) | Densité (hab./km2) |
| ---------------------------------- | ---------- | --------------------------- | ---------------- | --------------------------------- | ------------------ |
| La Membrolle-sur-Longuenée (siège) | 49200      | CA Angers Loire Métropole   | 9,44             | 2 027 (2013)                      | 215                |
| La Meignanne                       | 49196      | CA Angers Loire Métropole   | 23,39            | 2 235 (2013)                      | 96                 |
| Le Plessis-Macé                    | 49242      | CA Angers Loire Métropole   | 7,99             | 1 230 (2013)                      | 154                |
| Pruillé                            | 49251      | CA d'Angers Loire Métropole | 12,68            | 719 (2013)                        | 57                 |

### Jumelage
Alfhausen (Allemagne) depuis 2017
Alfhausen était déjà jumelée avec La Meignanne depuis 1997, commune déléguée de Longuenée-en-Anjou. Le jumelage est désormais valable depuis 2017 pour l'ensemble des 3 autres communes déléguées de Longuenée-en-Anjou (La Membrolle-sur-Longuenée, Le Plessis-Macé et Pruillé) à la suite de la fusion de celles-ci le 1er janvier 2016.

## Population et société

### Démographie

#### Évolution démographique
L'évolution du nombre d'habitants est connue à travers les recensements de la population effectués dans la commune depuis sa création.

En 2022, la commune comptait 6 453 habitants, en évolution de +1,61 % par rapport à 2016 (Maine-et-Loire : +2,12 %, France hors Mayotte : +2,11 %).
| 2018  | 2022  |
| ----- | ----- |
| 6 312 | 6 453 |

#### Pyramide des âges
La population de la commune est relativement jeune. En 2018, le taux de personnes d'un âge inférieur à 30 ans s'élève à 37,7 %, soit un taux supérieur à la moyenne départementale (37,2 %). Le taux de personnes d'un âge supérieur à 60 ans (20,1 %) est nettement inférieur au taux départemental (35,5 %).
En 2018, la commune comptait 3 138 hommes pour 3 174 femmes, soit un taux de 50,29 % de femmes, inférieur au taux départemental (51,37 %).
Les pyramides des âges de la commune et du département s'établissent comme suit :
| Hommes | Classe d’âge | Femmes |
| ------ | ------------ | ------ |
| 0,3    | 90 ou +      | 0,9    |
| 3,9    | 75-89 ans    | 5,0    |
| 14,9   | 60-74 ans    | 15,3   |
| 21,9   | 45-59 ans    | 21,4   |
| 20,5   | 30-44 ans    | 20,4   |
| 15,8   | 15-29 ans    | 15,7   |
| 22,7   | 0-14 ans     | 21,4   |

| Hommes | Classe d’âge | Femmes |
| ------ | ------------ | ------ |
| 0,9    | 90 ou +      | 2,1    |
| 7      | 75-89 ans    | 9,5    |
| 16,2   | 60-74 ans    | 16,9   |
| 19,4   | 45-59 ans    | 18,7   |
| 18,2   | 30-44 ans    | 17,5   |
| 18,8   | 15-29 ans    | 17,6   |
| 19,5   | 0-14 ans     | 17,6   |

## Culture locale et patrimoine

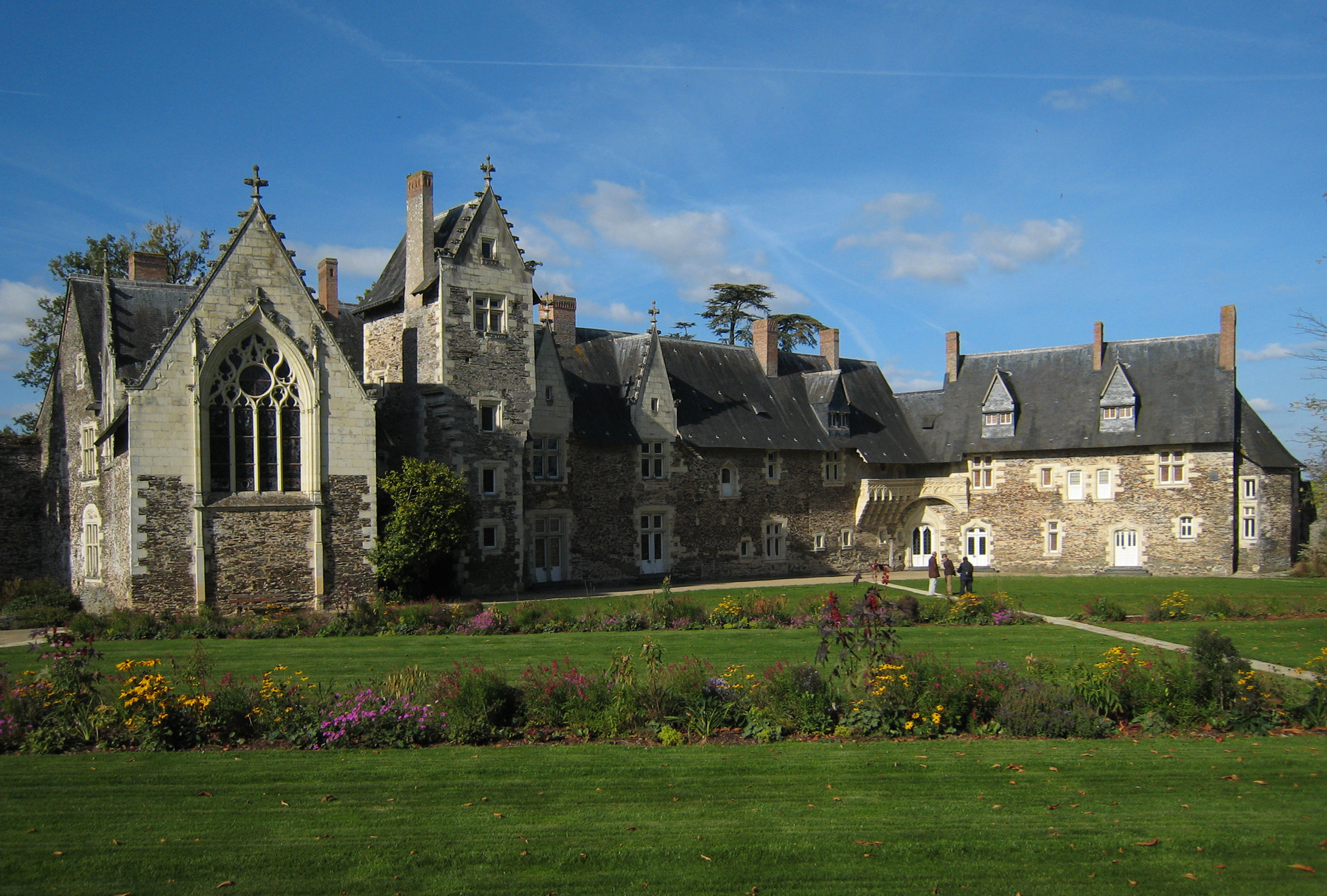
Château du Plessis-Macé

### Lieux et monuments
- Forêt de Longuenée, forêt domaniale depuis 1963 où la commune détient 82 ha.
- Château du Plessis-Macé, propriété du conseil départemental de Maine-et-Loire, classé au titre des monuments historiques depuis 1962. Il accueille chaque année en Juin le Festival d'Anjou, festival de théâtre. Des célébrités y donnent des représentations tels que Michel Leeb, Clotilde Courau, Francis Huster, François Berléand, Claude Brasseur, Jane Birkin, Michel Bouquet, Michel Aumont, Patrick Chesnais, Vanessa Demouy, etc.